# Bibai

Bibai (美唄市 Bibai-shi?) este un municipiu din Japonia, prefectura Hokkaidō.